# Romagne, Gironde
Romagne är en kommun i departementet Gironde i regionen Nouvelle-Aquitaine i sydvästra Frankrike. Kommunen ligger i kantonen Targon som tillhör arrondissementet Langon. År 2022 hade Romagne 479 invånare.

## Befolkningsutveckling
Antalet invånare i kommunen Romagne
Referens:INSEE